# Asellopsis chappuisius
Asellopsis chappuisius är en kräftdjursart som beskrevs av Krishnaswamy 1957. Asellopsis chappuisius ingår i släktet Asellopsis och familjen Laophontidae. Inga underarter finns listade i Catalogue of Life.